# Holzer (Adelsgeschlecht)

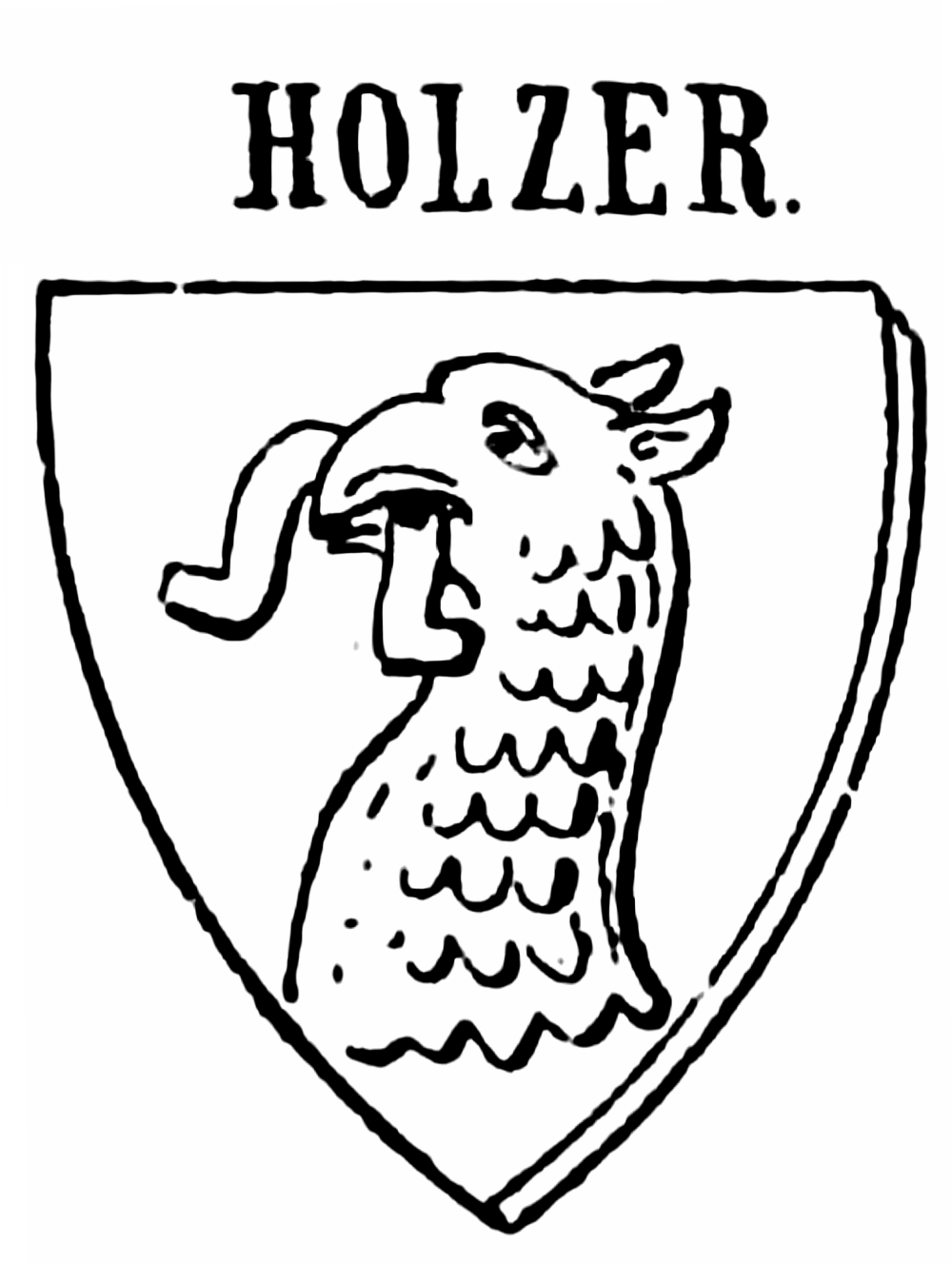
Wappen derer von Holzer in Johann Siebmachers Wappenbüchern

Holzer ist der Name eines fränkischen Adelsgeschlechts. Mitglieder der Familie waren im 14. Jahrhundert vor allem im heute zu Prichsenstadt im unterfränkischen Landkreis Kitzingen gehörenden Bimbach begütert.

## Geschichte
Als ein früher Vertreter der Familie Holzer wurde Götz Holzer erwähnt. Er erhielt im Jahr 1303 ein Burglehen auf dem im Mittelgebirge Steigerwald befindlichen Stollberg. Zu diesem gehörten zwei Huben und der Zehnt für einige Äcker in der Gemarkung Bimbach. Diese zur Burg gehörenden Stücke wurden um weitere Güter in Bimbach ergänzt. Wahrscheinlich muss die Familie als Lehensnehmer für die Fürstbischöfe von Würzburg angesprochen werden. Der Sohn des Götz, Eberhard, stand ebenfalls der würzburgischen Burg Stollburg als Burgmann vor. Er erhielt im Jahr 1318 den Zehnt zu Bimbach sowie drei Huben. Bereits ein Jahr später, 1319, muss Eberhard verstorben sein, denn sein Bruder Gotzo erhielt zusammen mit einem von Gebsattel und einem Fritzo Zirel die Bimbacher Güter als Treuhänder.
Wahrscheinlich muss der 1329 erwähnte Eberhard als der Sohn des 1319 verstorbenen, gleichnamigen Holzer angesprochen werden. Allerdings sind mehrere Kinder nachweisbar. Eberhard resignierte 1329 auf ein Gut in Bimbach und überschrieb dieses treuhänderisch an Gotzo Rosche (Rösch). Die Familie profitierte 1331 von einer Lehensaufgabe der Herren von Brackenlohr: Otto Holzer gelangte damals zusammen mit Konrad Zirle an die Güter des Lutz von Brackenlohr in Obervolkach. Bereits 1333 übergab er diese an die Lamprecht von Gerolzhofen. Otto könnte der letzte seines Geschlechts gewesen zu sein, sieht man von einer Linie der Familie einmal ab, die in Baldersheim nachgewiesen werden kann. Die Güter in Bimbach gelangten später an die Herren von Fuchs, die eine Linie nach dem Ort benannten.

## Angehörige
Die Stammliste der Familie lässt sich nahezu vollständig rekonstruieren. 
- A1 Götz Holzer (gen. 1303)
  - B1 Eberhard Holzer der Ältere († 1319)
    - C1 Eberhard Holzer der Jüngere (gen. 1329)
    - C2 Otto Holzer (gen. 1333)
- B2 Gotzo Holzer (gen. 1319)

## Wappen
Ein Wappen ist für die Familie lediglich einmal nachgewiesen. Es handelt sich um eine Abbildung in einem Fehdereversbrief des Conrad Holzer von Baldersheim (bei Aub), den dieser im Jahr 1352 erhielt. Blasonierung: Ein Straußenrumpf mit Hufeisen im Schnabel.